# Thorame-Basse
Thorame-Basse település Franciaországban, Alpes-de-Haute-Provence megyében. Lakosainak száma 208 fő (2022. január 1.). Thorame-Basse Beauvezer, Draix, Lambruisse, La Mure-Argens, Prads-Haute-Bléone, Saint-André-les-Alpes, Tartonne, Thorame-Haute és Villars-Colmars községekkel határos.

## Népesség
A település népessége az elmúlt években az alábbi módon változott:
| Lakosok száma | 164  | 129  | 146  | 200  | 219  | 221  | 226  | 231  | 224  | 208  |
|               | 1968 | 1982 | 1990 | 2006 | 2013 | 2015 | 2017 | 2019 | 2020 | 2022 |